# Matti Lassas
Matti Juhani Lassas (Helsinque, 1969) é um matemático finlandês, professor da Universidade de Helsinque.
Obteve um doutorado em 1995 na Universidade de Helsinque, orientado por Erkki Somersalo, com a tese Non-Selfadjoint Inverse Spectral Problems and Their Applications to Random Bodies.
Foi palestrante convidado do Congresso Internacional de Matemáticos no Rio de Janeiro (2018: Inverse problems for linear and non-linear hyperbolic equations).